# Al Ard Film Festival
Al Ard Film Festival è un festival cinematografico internazionale volto a divulgare la cultura e l'arte palestinese e araba. Il festival si svolge a Cagliari (Sardegna) una volta all'anno ed è organizzato dal 2002 dall'Associazione Amicizia Sardegna Palestina, un'organizzazione di volontariato fondata nel 1997.

## Storia
La prima edizione di Al Ard (che significa "La Terra" in arabo) si è tenuta a Cagliari e, da allora, è cresciuta in popolarità e portata internazionale, attirando un pubblico eterogeneo e impegnato. Il festival è diventato un appuntamento annuale molto atteso dalla comunità locale e il suo successo ha contribuito a far diventare Cagliari una meta di appassionati di cinema arabo anche fuori dall'isola.

## Obiettivi
Fin dalla sua prima edizione, l'obiettivo dell'evento è stato promuovere i diritti fondamentali, come il diritto all'autodeterminazione dei popoli con un focus particolare sulla Palestina. Nato come un piccolo evento locale, Al Ard è diventato negli anni un festival cinematografico internazionale ed è oggi tra gli eventi più seguiti sul mondo arabo nel Sud Europa.

## Edizioni
Il Festival, istituito nel 2002, è diventato un evento culturale significativo nella regione, attirando partecipanti da tutto il mondo. Si tiene ogni anno a febbraio presso il Teatro Massimo di Cagliari e vede la partecipazione di ospiti internazionali, tra cui membri della giuria ricorrenti come Monica Maurer, Ibrahim Nasrallah e May Odeh, nonché cineasti candidati ai premi, tra cui Mai Masri, Sahera Dirbase Mohammed Alatar, Elia Ghorbia e Linda Paganelli
Inizialmente, fino al 2010, il festival si limitava a presentare film arabi, con un focus particolare sulla Palestina, senza assegnare premi. Dal 2011, con l'introduzione di una giuria, il festival si conclude con la cerimonia di premiazione, durante la quale vengono assegnati diversi riconoscimenti. La giuria è composta da esperti di cinema e specialisti del Medio Oriente, che valutano i film in concorso secondo criteri che includono la qualità cinematografica e l'approfondimento tematico relativo al Medio Oriente.

### Tabella
| IX edizione                                           | 2011 |                                                    |                                                         | |                                     |      |
| IX edizione                                           | 2011 | Audience Award                                     | This is my Land... Hebron                               | Giulia Amati, Stephen Natarson                                                                            | Italia                              | 2010 |
| IX edizione                                           | 2011 | Best Emerging Director                             | A New Day Has Come                                      | Emiliano Sacchetti                                                                                        | Italia                              | 2010 |
| IX edizione                                           | 2011 | Best Emerging Director                             | This is my Land... Hebron                               | Giulia Amati, Stephen Natarson                                                                            | Italia                              | 2010 |
| IX edizione                                           | 2011 | Best Film About Palestine                          | Gaza... Strophe                                         | Samir Abdallah, Kheridine Mabrouk                                                                         | Francia                             | 2010 |
| IX edizione                                           | 2011 | Best Documentary                                   | Gaza Hospital                                           | Marco Pasquini                                                                                            | Italia                              | 2009 |
| X edizione                                            | 2012 |                                                    |                                                         | |                                     |      |
| X edizione                                            | 2012 | Audience Award                                     | Tomorrow's Land                                         | A. Paco Mariani, N. Zambelli                                                                              | Italia                              | 2011 |
| X edizione                                            | 2012 | Best Emerging Director                             | Back to One's Root                                      | Bilal Yousef                                                                                              | Palestina/Qatar                     | 2009 |
| X edizione                                            | 2012 | Best Film About Palestine                          | Gaza, Guerra all'Informazione                           | Anna Maia Selini                                                                                          | Italia                              | 2009 |
| X edizione                                            | 2012 | Best Film About Palestine                          | Tomorrow's Land                                         | A. Paco Mariani, N. Zambelli                                                                              | Italy                               | 2011 |
| X edizione                                            | 2012 | Best Documentary of the Festival                   | Tears of Gaza                                           | Vibeke Lokkeberg                                                                                          | Norvegia                            | 2011 |
| XI edizione                                           | 2013 |                                                    |                                                         | |                                     |      |
| XI edizione                                           | 2013 | Best Emerging Director                             | The Shebabs of Yarmouk                                  | Axel Salvatori-Sinz                                                                                       | France                              | 2012 |
| XI edizione                                           | 2013 | Best Film About Palestine                          | The Kingdom of Women: Ein el Hilweh                     | Dahna Abourahme                                                                                           | Lebanon                             | 2010 |
| XI edizione                                           | 2013 | Best Documentary of the Festival                   | Infiltrators                                            | Khaled Jarrar                                                                                             | Palestine                           | 2012 |
| XI edizione                                           | 2013 | Special Mention                                    | In my Mother's Arms                                     | Atia Al-Daradji, Mohamed Al-Daradji                                                                       | Iraq                                | 2011 |
| XI edizione                                           | 2013 | Special Mention                                    | Palestina per Principianti                              | Francesco Merini                                                                                          | Italia                              | 2012 |
| XII edizione (il festival non si è tenuto nel 2014)   | 2015 |                                                    |                                                         | |                                     |      |
| XII edizione (il festival non si è tenuto nel 2014)   | 2015 | Audience Award                                     | Striplife. Gaza in a day                                | Nicola Grignani, Andrea Zambelli                                                                          |                                     |      |
| XII edizione (il festival non si è tenuto nel 2014)   | 2015 | Best Emerging Director                             | Unknown Soldiers                                        | Sara Dhedel, Hamza Khalifa, Oday Al Taneeb, Rawan Tamimi, Jaber Abu Rahmeh, Mahmoud Hathaleen, Ahmad Amro |                                     |      |
| XII edizione (il festival non si è tenuto nel 2014)   | 2015 | Best Film About Palestine                          | Striplife. Gaza in a day                                | Nicola Grignani, Andrea Zambelli                                                                          |                                     |      |
| XII edizione (il festival non si è tenuto nel 2014)   | 2015 | Best Documentary of the Festival                   | We Cannot Go There Now, My Dear                         | Carol Mansour                                                                                             |                                     |      |
| XIII edizione                                         | 2016 |                                                    |                                                         | |                                     |      |
| XIII edizione                                         | 2016 | Audience Award                                     | Dreams Behind the Wall                                  | Elena Herreros                                                                                            | Palestina                           | 2015 |
| XIII edizione                                         | 2016 | Best Emerging Director                             | To My Mother                                            | Ahmad al-Bazz, Yasser Jodallah                                                                            |                                     |      |
| XIII edizione                                         | 2016 | Best Film About Palestine                          | The Living of the Pigeons                               | Baha’ Abu Shanab                                                                                          | Palestina                           | 2014 |
| XIII edizione                                         | 2016 | Best Documentary of the Festival                   | Nun wa Zaytun                                           | Emtiaz Diab                                                                                               | Palestina                           | 2015 |
| XIII edizione                                         | 2016 | Special Mention                                    | 30th of March                                           | Nidal Badarny                                                                                             | Palestina                           | 2014 |
| XIII edizione                                         | 2016 | Special Mention                                    | Roshmia                                                 | Salim Abu Jabal                                                                                           | Palestina                           | 2014 |
| XIV edizione                                          | 2017 |                                                    |                                                         | |                                     |      |
| XIV edizione                                          | 2017 | Audience Award                                     | Detained Dreams                                         | Nisreen Silmi                                                                                             |                                     |      |
| XIV edizione                                          | 2017 | Best Emerging Director                             | The Bitter Ink                                          | Elia Ghorbiah                                                                                             |                                     |      |
| XIV edizione                                          | 2017 | Best Film About Palestine                          | The Wanted 18                                           | Amer Shomali                                                                                              |                                     |      |
| XIV edizione                                          | 2017 | Best Film About Palestine                          | Death Tunnel                                            | Mohamed Harb                                                                                              |                                     |      |
| XIV edizione                                          | 2017 | Best Documentary of the Festival                   | Coffee For All Nations                                  | Wafa’ Espvall                                                                                             |                                     |      |
| XIV edizione                                          | 2017 | Best Documentary of the Festival                   | Emwas ..Restoring Memories                              | Dima Abu Ghoush                                                                                           |                                     |      |
| XIV edizione                                          | 2017 | Special Mention                                    | Encounter with a Lost Land                              | Maryse Garghour                                                                                           |                                     |      |
| XV edizione                                           | 2018 |                                                    |                                                         | |                                     |      |
| XV edizione                                           | 2018 | Al Ard Award (Best Documentary of the Festival)    | Dream Fragments                                         | Bahïa Bencheikh El-Fegoun                                                                                 | Algeria                             |      |
| XV edizione                                           | 2018 | Palestine Award (Best Documentary About Palestine) | Broken Dreams                                           | Mohamed Harb                                                                                              | Palestina                           |      |
| XV edizione                                           | 2018 | Emerging Director Award                            | Home                                                    | Berber Verpoest                                                                                           | Belgio                              |      |
| XV edizione                                           | 2018 | Special Mention of the Jury                        | Bloody Basil                                            | Elia Gorbiah                                                                                              | Palestina                           |      |
| XV edizione                                           | 2018 | Audience Award                                     | The Truth: Lost at Sea                                  | Rifat Audeh                                                                                               | Giordania                           |      |
| XV edizione                                           | 2018 | Sardegna Palestina Award                           | Ghost Hunting                                           | Raed Andoni                                                                                               | Francia, Palestina, Svizzera, Qatar |      |
| XVI edizione                                          | 2019 |                                                    |                                                         | |                                     |      |
| XVI edizione                                          | 2019 | Al Ard Award (Best Documentary of the Festival)    | You Come from Far Away                                  | Amal Ramsis                                                                                               |                                     |      |
| XVI edizione                                          | 2019 | Palestine Award (Best Documentary About Palestine) | Five Minutes                                            | Ahmed Nasser Barghouti                                                                                    |                                     |      |
| XVI edizione                                          | 2019 | Emerging Director Award                            | Razan                                                   | Hanan Alastal, Iyad Alastal                                                                               |                                     |      |
| XVI edizione                                          | 2019 | Special Mention of the Jury                        | Farming Under Fire                                      | Matthew Cassel                                                                                            |                                     |      |
| XVI edizione                                          | 2019 | Special Mention of the Jury                        | Broken. A Palestinian Journey through International Law | Mohammed Alatar                                                                                           |                                     |      |
| XVI edizione                                          | 2019 | Audience Award                                     | Broken. A Palestinian Journey through International Law | Mohammed Alatar                                                                                           |                                     |      |
| XVI edizione                                          | 2019 | Sardegna Palestina Award                           | Mirrors of Diaspora                                     | Kasim Abid                                                                                                |                                     |      |
| XVI edizione                                          | 2019 | Echo of the Camp Award                             | Without Waves                                           | Wisam Al Jafari                                                                                           |                                     |      |
| XVII edizione                                         | 2020 |                                                    |                                                         | |                                     |      |
| XVII edizione                                         | 2020 | Al Ard Award (Best Documentary of the Festival)    | Between Two Crossings                                   | Yasser Murtaja                                                                                            | Palestina                           | 2020 |
| XVII edizione                                         | 2020 | Palestine Award                                    | On The Doorstep                                         | Sahera Dirbas                                                                                             | Palestina                           | 2020 |
| XVII edizione                                         | 2020 | Emerging Director Award                            | Imprisoning a Generation                                | Zelda Edmunds                                                                                             |                                     | 2020 |
| XVII edizione                                         | 2020 | Handala Award                                      | Memory of the Land                                      | Samira Badran                                                                                             |                                     | 2020 |
| XVII edizione                                         | 2020 | Echo of The Camp Award                             | Ambience                                                | Wisam Al Jafari                                                                                           | Palestina                           | 2020 |
| XVII edizione                                         | 2020 | Sardegna Palestina Award                           | The Walls of Dheisheh                                   | Clemence Lehec, Tamara Abu Laban                                                                          |                                     | 2020 |
| XVII edizione                                         | 2020 | Audience Award                                     | Between Two Crossings                                   | Yasser Murtaja                                                                                            | Palestina                           | 2020 |
| XVII edizione                                         | 2020 | Special Mention of the Jury                        | Aisle                                                   | Hisham Kayed                                                                                              |                                     | 2020 |
| XVII edizione                                         | 2020 | Special Mention of the Jury                        | Hummus                                                  | Abdel Lafi                                                                                                |                                     | 2020 |
| XVII edizione                                         | 2020 | Special Mention of the Jury                        | Seed Queen                                              | Mariam Shahin                                                                                             |                                     | 2020 |
| XVIII edizione (il festival non si è tenuto nel 2021) | 2022 |                                                    |                                                         | |                                     |      |
| XVIII edizione (il festival non si è tenuto nel 2021) | 2022 | Al Ard Award (Best Documentary of the Festival)    | Beirut: Eye of the Storm                                | Mai Masri                                                                                                 |                                     | 2022 |
| XVIII edizione (il festival non si è tenuto nel 2021) | 2022 | Palestine Award                                    | Letter to a Friend                                      | Emily Jacir                                                                                               |                                     | 2022 |
| XVIII edizione (il festival non si è tenuto nel 2021) | 2022 | Emerging Director Award                            | Liwan: a Story of Cultural Resistance                   | Doris Hakim                                                                                               |                                     | 2022 |
| XVIII edizione (il festival non si è tenuto nel 2021) | 2022 | Handala Award                                      | What remains                                            | Christian Harb                                                                                            |                                     | 2022 |
| XVIII edizione (il festival non si è tenuto nel 2021) | 2022 | Sardegna Palestina Award                           | Walled Citizen                                          | Sameer Qumsiyeh                                                                                           |                                     | 2022 |
| XVIII edizione (il festival non si è tenuto nel 2021) | 2022 | Audience Award                                     | Sarura. The Future is an Unknown Place                  | Nicola Zambelli                                                                                           |                                     | 2022 |
| XVIII edizione (il festival non si è tenuto nel 2021) | 2022 | Special Mention of the Jury                        | A Talk with Remarkable People                           | Maryse Garghour                                                                                           |                                     | 2022 |
| XVIII edizione (il festival non si è tenuto nel 2021) | 2022 | Special Mention of the Jury                        | Bank of Targets                                         | Roshdi Sarraj                                                                                             |                                     | 2022 |
| XVIII edizione (il festival non si è tenuto nel 2021) | 2022 | Special Mention of the Jury                        | The Wall                                                | Mira Sidawi                                                                                               |                                     | 2022 |
| XIX edizione                                          | 2023 |                                                    |                                                         | |                                     |      |
| XIX edizione                                          | 2023 | Best Documentary of the Festival                   | Not Just Your Picture - The Story of the Kilani Family  | Anne Paq, Dror Dayan                                                                                      | Germania/Qatar                      | 2019 |
| XIX edizione                                          | 2023 | Palestine Award                                    | Erasmus in Gaza                                         | Chiara Avesani, Matteo Delbò                                                                              | Italia/Spagna                       | 2021 |
| XIX edizione                                          | 2023 | Emerging Director Award                            | Last May in Palestine                                   | Rabeea Eid                                                                                                | Regno Unito/Palestina               | 2022 |
| XIX edizione                                          | 2023 | Best Documentary Short Feature                     | 4000 Voices                                             | Sajjad Kwaish                                                                                             | Iraq                                | 2020 |
| XIX edizione                                          | 2023 | Sardegna Palestina Award                           | Sulla Loro Pelle                                        | Marika Ikonomu, Alessandro Leone, Simone Manda                                                            | Italia                              | 2022 |
| XIX edizione                                          | 2023 | Best Fiction Film                                  | Yalla                                                   | Carlo D’Ursi                                                                                              | Spagna                              | 2020 |
| XIX edizione                                          | 2023 | Audience Award                                     | Sulla Loro Pelle                                        | Marika Ikonomu, Alessandro Leone, Simone Manda                                                            | Italia                              | 2022 |
| XIX edizione                                          | 2023 | Special Mention of the Jury                        | Waiting for Faraj Allah                                 | Nidal Badarny                                                                                             | Palestina                           | 2020 |
| XIX edizione                                          | 2023 | Special Mention of the Jury                        | Telling my Son's Land                                   | Ilaria Jovine, Roberto Mariotti                                                                           | Italia                              | 2021 |
| XIX edizione                                          | 2023 | Special Mention of the Jury                        | Eulogy for the Dead Sea                                 | Polina Teif                                                                                               | Canada                              | 2022 |
| XX edizione                                           | 2024 |                                                    |                                                         | |                                     |      |
| XX edizione                                           | 2024 | Best Long Feature Documentary                      | In the Shadow of Beirut                                 | Stephen Gerard Kelly, Garry Keane                                                                         | Irlanda                             | 2023 |
| XX edizione                                           | 2024 | Best Short Documentary                             | Heavy Metal, di Edward Knowles                          | Edward Knowles, Timo Bruun                                                                                | Giordania/Germania                  | 2023 |
| XX edizione                                           | 2024 | Best Fiction Film                                  | Uncle Give Me a Cigarette                               | Al Masna                                                                                                  | Palestina                           | 2023 |
| XX edizione                                           | 2024 | Audience Award                                     | Reel Rock: Resistance Climbing                          | Nick Rosen, Zachary Barr                                                                                  | USA                                 | 2023 |
| XX edizione                                           | 2024 | Special Mention of the Jury                        | The Soil and the Sea                                    | Daniele Rugo                                                                                              | Libano/Regno Unito                  | 2023 |
| XX edizione                                           | 2024 | Special Mention of the Jury                        | Little Sahara                                           | Emilio Martí López                                                                                        | Algeria/Spagna                      | 2023 |
| XX edizione                                           | 2024 | Special Mention of the Jury                        | The Key                                                 | Rakan Mayasi                                                                                              | Palestina/Belgio/Qatar              | 2023 |